# クロミ
クロミ（ラテン文字表記：Kuromi）は、日本のテレビアニメ『おねがいマイメロディ』に登場するキャラクター。また、サンリオのキャラクター。
元々はグッズ用のキャラクターとして開発された訳ではなく、同じくサンリオキャラクターのマイメロディを主人公にしたテレビアニメ『おねがいマイメロディ』に登場するキャラクターだったが、その後スピンオフ化してサンリオキャラクターに加え入れられたという異色の経緯を持つ。
黒ずきんを被った擬人化されたウサギ。マイメロディのライバルでちょっとドジっ子な憎めない悪役という設定。バッドばつ丸やルロロマニックと同様、サンリオキャラクターでは珍しい悪役キャラクターの一つ。

## 概要
キャラクターの性格上、クロミのキャラクターグッズは単独でデザインされるもの以外にも、マイメロディと共にデザインされるものも多い。
ファンネームはKUROMIES（クロミーズ）。

## 来歴
2005年4月、テレビアニメ『おねがいマイメロディ』で初登場。いちご新聞によると、初期設定では名前が「ウラミ」だったが、それでは可哀想という思いから現在の名前になった。一方で、デイリー新潮の取材に応えたテレビアニメの制作関係者によると、「ウラミ」などの複数の案が提示された後、監督の森脇真琴が「クロミ」と命名したと語っている。
同年7月に、マイメロディとクロミがデザインされたキャラクター商品を発売開始し、9月14日にはクロミ単独のキャラクター商品を発売開始した。2006年6月には「クロミーズ5」（後述）のマスコットホルダーを発売開始。
2021年ごろからは、中国での人気が高まっている。中国の検索サイトである百度の検索頻度を定量化した「百度指数」では、クロミ（中国語表記：庫洛米）の検索頻度は、2020年はほぼゼロだったが、2021年1月に6000近くまで急上昇。直後には2000あたりまで急降下したが、その後は順調に増加し、2022年5月ごろには4956となった。これは、マイメロディの約2倍。ディズニー社のミッキーマウス、エルサの約4倍である。人気の火付け役となったのは、2021年1月に中国語版TikTokに投稿された、1400万人のフォロワーを持つインフルエンサーの天才小火竜が、クロミなどのキャラをイメージした衣装で踊る約11秒の動画で、274万回の「いいね」を集め、7万回以上シェアされた。サンリオでクロミのブランディングを担当している須佐奈央子によると、「生き生きとした人間らしい性格が魅力の表情豊かなキャラクター」で、スタンプ画像としての使い勝手が良い。SNS時代に人気を集めやすいとみて、2019年ごろからキャラ設定やデザインを拡充して再度売り出したのが奏功した。
同年10月31日にクロミの魅力を世界に発信していくプロジェクト「#世界クロミ化計画」を始動した。クロミ自身の魅力を発信していくと同時に、彼女自身が様々なチャレンジをし、その活動に共感し行動してくれる仲間を世界中に増やすものである。同時に新楽曲『Greedy Greedy』のミュージックビデオ、各種SNSアカウントを開設した。
同年12月14日には『Greedy Greedy』が各種配信サービスで楽曲配信された。
2022年3月30日にはimaseとのコラボレーションが実現し、『Greedy Greedy』のコラボレーションバージョンをリリースした。また同時に『Greedy Greedy』の英語バージョンがリリースされた。
また、2022年2月17日にクロミの完全新作アニメとして「KUROMI’S PRETTY JOURNEY」をYouTubeで配信されることが決定した。

## 設定
キャラクター設定については、クロミ (おねがいマイメロディ)、バク (おねがいマイメロディ)、おねがいマイメロディの登場キャラクター・マリーランドの人々も参照のこと。

### クロミ（Kuromi）
- 声優 : 竹内順子
- 英語吹き替え版声優：ダイアナ・ガーネット[11]
- 誕生日：10月31日[12][4]
- 趣味：日記をつける、恋愛小説を読む
- 好物：らっきょう
- 好きな色は黒。
- チャームポイントは黒い頭巾とピンクのドクロマーク。
- 将来の夢は世界中をKUROMIESでいっぱいにすること[13]。
- 一人称は「アタイ」が多い。「わたし」を使うこともある。
- マイメロディをライバル視しているが、マイメロディはクロミのことを友達と思っている。
- かっこいい男の子が好き[12]。アニメ等では柊恵一の事が好きで「ひぃらぎしゃま」と呼んでいる。
- アニメ等で人間の女の子に変身し、「クルミ・ヌイ」と名乗ることがある。

### バク（Baku）
- 声優：前田登
- 英語吹き替え版声優：ヴィナイ・マーシー[11]
- 誕生日：2月29日[14]
- 好物：たこ焼き、焼き鳥
- 好きな音楽は演歌、歌謡曲。
- クロミの子分的存在。
- 自分の体の色が好き。
- 語尾に「ゾナ」をつける。
- 我慢強い性格[4]。
- 空を飛ぶ。

### バコ（Bako）
バクの妹。14人目に生まれたバク家待望の女の子。

### クロミーズ5（ - ファイブ、Kuromi's 5）
クロミをリーダーとするレディースチーム。三輪車で暴走する「ブンブンドライブ」を行う。全員ピンクのドクロの目印が付いた黒頭巾を被っている
- クロミ：リーダー
- ニャンミ（Nyanmi）：黒ネコ、サブリーダー。たい焼きが好物、好きな色は黒と紫、算数が得意。誕生日は2月22日[14]。
- ワンミ（Wanmi）：黒イヌ。焼肉が好物、好きな色は黒と茶色、探し物を見つけることが得意。誕生日は11月1日。
- チュウミ（Chūmi）：黒ネズミ。チーズが好物、好きな色は黒とグレー、逃げ足が速い。誕生日は11月18日。
- コンミ（Konmi）：黒キツネ。おいなりさんが好物、好きな色は黒と白、掃除が得意。誕生日は8月1日。

## 本
「クロミの『歎異抄』ありのままの心を開くカギ」(朝日文庫編集部 編)発売日：2023年2月7日
ISBN：9784022650863

## ショートアニメ
『KUROMI’S PRETTY JOURNEY』（クロミズ・プリティ・ジャーニー）のタイトルで、2023年2月17日から3月31日までクロミ公式YouTubeチャンネルとクロミ公式TikTokチャンネルにて毎週金曜日に3話ずつ配信され、シーズン2となる『KUROMI'S PRETTY JOURNEY 〜はちゃめちゃ！マルチバース大脱出！〜』（クロミズ・プリティ・ジャーニー はちゃめちゃマルチバースだいだっしゅつ）が2024年10月31日から配信中。
クロミが主役となるアニメは初となり彼女が登場するアニメは『おねがいマイメロディ』シリーズ以来となる。また、サンリオ原作のWebアニメは「アグレッシブ烈子 シーズン5」以来となる。

### オリジナルキャラクター
ロミナ
声 - 山本舞香
クロミの生き別れの姉。一人称はアタシ。クロミより一回り大きく、尖っていない耳を頭頂部でまとめている。かっこよくて可愛くてミステリアスなクロミの憧れの存在。好きな食べ物は甘いもので目標はクロミの理想の姉になること。悪の組織を倒すためにクロミが幼い頃に家出をしている。
そんな彼女の正体はどんな願いでも叶える願いの石でグレスケが水切りをしている際に姉が欲しいクロミの願いを叶えたものである。その石はやがて役目を果たしてしまい元の姿に戻り、彼女は消えてしまい彼女に関する記憶も忘れてしまった。
グレコ
声 - 藍原ことみ
クロミの幼馴染。一人称はウチ。語尾は「〜ッス」。種族はオオカミ。クロミのことを慕っていて妹分的存在。クロミから願いの石を取り返す為彼女に弟子入りをしている。特技は妄想魔法だが自分でコントロールする事は出来ない。可愛いものが大好きでお嬢様である。
コリーモ
声　- 大谷育江
コウモリのような見た目をし、クロミベースに居候している。一人称はボク。本名はドラゴニア・パブロ・メランコリ・モーリス・バハムード・デュポーン・ドレイク。本名が長いためクロミがコリーモと命名する。気弱な性格だが知識が豊富。辛いものを食べる時、火を吹く。

### スタッフ
KUROMI’S PRETTY JOURNEY
- 原作 - サンリオ
- 監督 -  三浦沙智[27]
- 脚本  -  どめし／よぢね[27]
- 音楽 - 未来古代楽団[17]
- 主題歌 - ano「普変」[17]
- 制作プロダクション -  Qzil.la IMAGICA DIGITALSCAPE[27]

### エピソード
KUROMI’S PRETTY JOURNEY
| 各話   | サブタイトル             | 配信時間 | 配信日時      |
| ------ | ------------------------ | -------- | ------------- |
| 第1話  | クロミにお姉ちゃん？！   | 2分20秒  | 2023年2月17日 |
| 第2話  | お姉ちゃんと思い出       | 1分58秒  | 2023年2月17日 |
| 第3話  | クロミ in おパリ         | 2分1秒   | 2023年2月17日 |
| 第4話  | クロミ大量発生中         | 2分2秒   | 2023年2月24日 |
| 第5話  | さよならクロミちゃん     | 1分59秒  | 2023年2月24日 |
| 第6話  | ♪人生はチーズケーキ      | 1分58秒  | 2023年2月24日 |
| 第7話  | アイドルデビューします！ | 1分59秒  | 2023年3月3日  |
| 第8話  | ネット弁慶コリーモ       | 1分57秒  | 2023年3月3日  |
| 第9話  | クロミの小さな冒険       | 1分57秒  | 2023年3月3日  |
| 第10話 | 燃えよ！クロミ           | 1分57秒  | 2023年3月10日 |
| 第11話 | クロミさんになりたいっス | 2分1秒   | 2023年3月24日 |
| 第12話 | カップル誕生             | 1分58秒  | 2023年3月10日 |
| 第13話 | 家政婦バクの一日         | 1分57秒  | 2023年3月17日 |
| 第14話 | コリーモ覚醒す           | 3分17秒  | 2023年3月17日 |
| 第15話 | ロミナの本音             | 1分59秒  | 2023年3月17日 |
| 第16話 | ペンギン南極裁判         | 2分14秒  | 2023年3月24日 |
| 第17話 | ロミナVS悪の組織         | 2分      | 2023年3月24日 |
| 第18話 | 最悪の日                 | 2分4秒   | 2023年3月24日 |
| 第19話 | 変身                     | 3分43秒  | 2023年3月31日 |
| 第20話 | 正体                     | 2分48秒  | 2023年3月3日  |
| 最終話 | さよならロミナ           | 3分53秒  | 2023年3月10日 |

## サンリオキャラクター大賞の順位
『いちご新聞』の読者投票企画「サンリオキャラクター大賞」では第37回（2022年）の3位が歴代最高である。
2013年サンリオキャラクター大賞10位。2013年サンリオキャラクター大賞の特別企画である「これやります宣言」で、「マイメロに勝ったらマイメロにクロミの服装をさせる」と宣言していたが、マイメロディが2位にランクされたため惜しくも実現とはならなかった。
2014年サンリオキャラクター大賞を終えた際の一言は「アタイだって、1位になりたかった（涙）」であった。この回は過去最下位の11位で、TOP10から初めて陥落した。マリーランドで凱旋パレードに沸く1位のマイメロディとは対照的な結果であったこともあって甚く悔しがり、鏡で何度も自分の顔を見て涙をこぼしていた。
2015年サンリオキャラクター大賞では「キャラクターパフ部門」が設けられ、クロミがノミネートされた。結果は7キャラクター中、4位であった。
2020年サンリオキャラクター大賞は総合順位は7位であったが、韓国では1位を獲得、2位のマイメロディを抑える悲願を達成した。また、イギリスでも1位を獲得したほか、ドイツでは2位、イタリアでは3位を獲得した。また、いちご新聞ランキングでは5位と2010年以来のトップ5圏内にランクされた。この年は初回速報はマイメロディーの4位に次ぐ5位、中間発表は6位であった。また、サンリオキャラクター大賞のスピンアウト企画の 「チップde投票リターンズ」もサンリオショップ各店舗で開催され、ハーモニーランドでの順位は3位のマイメロディに次ぐ4位タイであった。2020年サンリオキャラクター大賞を終えた際の一言は「あと少しでマイメロに勝てそうだったのにぃ〜〜〜!」であった。
2022年サンリオキャラクター大賞では、前回大会4位であったマイメロディを越え、初の3位獲得を果たした。また、中国大陸、香港、台湾で3位を獲得。アメリカ、ブラジル、イギリスで2位を獲得。韓国、スペインで1位を獲得した。
また、いちご新聞オリジナル企画で2016年より「サブキャラコンテスト」が開催されている。第1回（2016年）の「サブキャラコンテスト」では「バク」が14位にランキングされ、第2回（2017年）、および第3回（2018年）の「サブキャラコンテスト」では「クロミ」のサブキャラはノミネートなしであった。第4回（2019年）は第1回（2016年）〜第3回（2018年）までの上位20キャラクター同士の決戦コンテストで、「バク」が19位にランキングされた。仕切り直しとなる第5回（2020年）の「サブキャラコンテスト」では「バク」が5位とトップ5にランキングされる快挙を達成した。バクのランキング時の一言は「感激ぞな!」と目をハートにして喜び、クロミは「アタイより目立ってんじゃないよ!!」と悔しがった。
- 2025年サンリオキャラクター大賞4位
- 2024年サンリオキャラクター大賞3位。
- 2023年サンリオキャラクター大賞3位。
- 2022年サンリオキャラクター大賞3位（いちご新聞ランキング5位[44])。
- 2021年サンリオキャラクター大賞5位（いちご新聞ランキング9位[45]）。
- 2020年サンリオキャラクター大賞7位（いちご新聞ランキング5位[46]）。
- 2019年サンリオキャラクター大賞7位（いちご新聞ランキング15位[47]）。
- 2018年サンリオキャラクター大賞10位（いちご新聞ランキング10位[48]）。
- 2017年サンリオキャラクター大賞11位（いちご新聞ランキング8位[49]）。
- 2016年サンリオキャラクター大賞10位（いちご新聞ランキング9位[50]） ／ なでる投票13位[51]。
- 2015年サンリオキャラクター大賞14位[52]（いちご新聞ランキング11位[53]）。
- 2014年サンリオキャラクター大賞11位[54][注釈 1]（いちご新聞ランキング11位[56]）。
- 2013年サンリオキャラクター大賞10位。
- 2012年サンリオキャラクター大賞8位[57]。
- 2011年サンリオキャラクター大賞6位[58]。
- 2010年サンリオキャラクター大賞5位[59]。
- 2009年サンリオキャラクター大賞7位。
- 2008年サンリオキャラクター大賞6位。
- 2007年サンリオキャラクター大賞6位。
- 2006年サンリオキャラクター大賞5位[59]。

## 豆知識
- クロミとバクの「アタイ」「ゾナ」は、ひらがなで「あたい」「ぞな」と表記されることがある。
- 2006年に、メイドカフェ4店舗とのコラボレーションによる企画「クロミ×メイドカフェ」を実施。同年7月にはバンプレストが、メイドカフェの衣装を着たクロミのぬいぐるみとコースタークッションを発売開始し、同年8月には各メイドカフェで実際にイベントも開催された。
- 『いちご新聞』でクロミが初めて表紙を飾ったのは、2006年1月号（455号）である[60]。ただしクロミ単独ではなく、マイメロディーと共演している。
- サンリオピューロランドのライブショー（Miracle Gift Paradeなど）やアトラクション（〜マイメロディ&クロミ〜マイメロードドライブなど）にライブキャラクター（着ぐるみ）等でレギュラー出演している。また、同園のキャラクターグリーティングにも不定期に出演している。
- エクサムが発売するキッズ向けトレーディングカードアーケードゲームであるハローキティとまほうのエプロン 〜サンリオキャラクター大集合!〜の第4弾『〜みんな集まれ!お料理パーティー!〜』に登場するキャラクターのひとつとしてクロミが起用された[61]。
- 2022年に発表されたSKE48の楽曲「片想いフォーエバー」のミュージック・ビデオに出演している[62]。
- 2024年、第27回みうらじゅん賞を受賞。

## 著作者（生みの親）に関する裁判
前述のように元々はアニメオリジナルキャラであったが逆輸入されたという経緯があるものの、サンリオが監修したファンブック『クロミのヒミツ』（2023年）には「クロミを作ったのはHELLO KITTYの担当デザイナーである山口裕子さんです」と書かれており、アニメ『おねがいマイメロディ』を制作したスタジオコメットがそれに異を唱えて著作者人格権に関する裁判を起こしたことが2025年2月の報道で明らかとなった。
スタジオコメット代表取締役である茂垣弘道は、クロミの「著作者」はアニメのキャラクターデザインを務めた同社所属のアニメーター宮川知子であると主張している。アニメ企画時にサンリオ側から提示されたキャラクターはマイメロディのみで、クロミを含めた他のキャラクターやアニメの世界観はアニメ制作側が主導して制作を行い、「制作現場にサンリオ側の方は出てきていません」と述べている。それにも関わらずサンリオが山口を生みの親とすることで、宮川らスタジオコメット側の著作者人格権を侵害しているとしている。
これに対してサンリオは、クロミに関する「著作権」は契約上サンリオ側に帰属しており、「著作者人格権についても適切に処理されていると考えております。」とする声明文を発表した。FNNの報道によればサンリオは裁判所に提出した資料で、「（「生みの親」という表現は）実際に絵を描くことのみならず、総合的なプロデュースについても使われている」と主張しているという。